# Bicarbonato di calcio
L'idrogenocarbonato di calcio è un composto chimico di formula C2H2CaO6 che in condizioni standard è presente come ioni in soluzione acquosa (Ca2+, CO2 disciolta, HCO3– e CO32–). Le concentrazioni relative dei diversi ioni dipende dal pH. Lo ione bicarbonato predomina a pH compresi tra 6 e 10.

## Caratteristiche strutturali e fisiche
Il composto presenta:
- 2 donatori di legami a idrogeno
- 6 accettori di legami a idrogeno
- 9 atomi pesanti
- superficie polare = 121 Å² (121 nm²)
- massa monoisotopica = 161,9477286 u

## Abbondanza e disponibilità
Il composto è naturalmente presente nell'acqua a cui conferisce la sua naturale durezza. L'acqua contenente anidride carbonica atmosferica attraversa il calcare, o del carbonato di calcio contenente altri minerali, e converte parte del carbonato di calcio in bicarbonato, che possiede un'alta solubilità. Quando l'acqua evapora si vengono ad esempio a formare stalattiti, stalagmiti e altre strutture presenti nelle grotte.

## Reattività e caratteristiche chimiche
Se la soluzione evapora, avviene la reazione:
Ca(HCO3)2 → CO2(g)  +  H2O(l)  +  CaCO3(s)
Il bicarbonato di calcio si forma quando dell'acqua contenente biossido di carbonio in soluzione (acido carbonico) reagisce con il carbonato di calcio. La reazione dipende in gran parte dalla temperatura, in quanto un aumento di questa porta alla degassazione del biossido di carbonio in soluzione. Ciò causa il deposito del carbonato di calcio.

## Applicazioni
Il composto viene utilizzato nell'industria alimentare come additivo antiagglomerante, stabilizzante e colorante.